# Emma Donoghue
Emma Donoghue, född 24 oktober 1969 i Dublin, är en irländsk-kanadensisk författare och litteraturhistoriker. Hennes roman Room (2010) var en av finalisterna till Bookerpriset och en internationell bästsäljare. Romanen Hood (1995) vann Stonewall Book Award och Slammerkin vann Ferro-Grumley Award for Lesbian Fiction. Donoghue skrev också manus till filmen Room som kom 2015 och som är en filmatisering av hennes roman med samma namn. För detta nominerades hon till en Oscar för bästa manus efter förlaga.

### Romaner
- Stir Fry (1994)
- Hood (1995) (Förlust, översättning Rebecca Alsberg, Norstedts, 1998.)
- Slammerkin (2000)
- Life Mask (2004)
- Landing (2007)
- The Sealed Letter (2008)
- Room (2010) (Inlåsta, översättning Ylva Stålmark, Lind & Co, 2010. Samma översättning även publicerad med titeln Room, Lind & Co, 2016.)
- Frog Music (2014)
- The Wonder (2016) (Miraklet, översättning Leif Janzon, Louise Bäckelin förlag, 2018)
- Akin (2019) (Fränder, översättning Birgitta Wernbro Augustsson, Louise Bäckelin förlag, 2020)

### Noveller
- "Dear Lang" (i How Beautiful the Ordinary: Twelve Stories of Identity, redaktör Michael Chart, 2009.)

### Novellsamlingar
- Kissing the Witch (1997)
- The Woman Who Gave Birth to Rabbits (2002)
- Touchy Subjects (2006)
- Three and a Half Deaths (2011)
- Astray (2012)

### Pjäser
- I Know My Own Heart (1993) (Publicerad 2001)
- Ladies and Gentlemen (1996) (Publicerad 1998)
- Don't Die Wondering (2005)
- Kissing the Witch (2000)
- The Talk of the Town (2012)
- Emma Donoghue: Selected Plays (2015)

### Radiopjäser
- Trespasses (1996)
- Don't Die Wondering (2000)
- Exes (2001)
- Humans and Other Animals (2003)
- Mix (2003)

### Filmmanus
- Pluck (2001)
- Room (2015)